# Adolphe-Félix Cals
Adolphe-Félix Cals (Parigi, 17 ottobre 1810 – Honfleur, 3 ottobre 1880) è stato un pittore e incisore francese.

## Biografia
Adolphe-Félix Cals nacque in una famiglia assai modesta e non priva di molte difficoltà. Anche l'ambiente in cui viveva non era dei più tranquilli. Adolphe si
rifugiò allora nel disegno e nella pittura sin da giovanissimo. La fragilità della sua salute, inoltre, indusse i genitori ad evitargli lavori pesanti. Così, considerando anche le sue inclinazioni, essi lo mandarono a scuola di disegno presso l'incisore Anselin, e, alla morte di questi, lo fecero entrare nello Studio di Ponce, e infine in quello di Bosq, che gli insegnò l'incisione a bulino.
Pertanto, solo nel 1828, quando fu ammesso nell'atelier di Léon Cogniet, Cals cominciò a dipingere. Cogniet, da convinto artista accademico e neoclassico non vedeva di buon occhio la nascente tendenza pittorica che si sarebbe chiamata Impressionismo ed era spesso in forte tensione con coloro che iniziavano a praticarla. Cals fu infastidito da questo clima polemico e rimase poco tempo nell'atelier. Quanto gli bastava per imparare i fondamenti tecnici della pittura; poi lasciò Cogniet e si mise a lavorare da solo.
Dal 1835 iniziò ad esporre con regolarità al "Salon", portando ritratti e paesaggi. Dopo diversi anni, nel 1860, il mercante d'arte di rue Laffitte, Pierre–Firmin Martin, detto « le père Martin », apprezzò i suoi quadri. Cominciò così per Cals un periodo del tutto nuovo e felice: Martin gli fece vendere alcuni lavori e gli presentò il conte Armand Doria. Quest'ultimo invitò Cals nel suo castello di Orrouy, ed egli, fra il 1869 e il 1870, dipinse diversi paesaggi e diversi interni, molti studi di donna e vari ritratti che furono acquistati dagli amici del conte. Per riconoscenza Cals realizzò allora dei ritratti di Martin e di sua moglie che oggi si trovano a Honfleur, nel Museo Eugène Boudin.
Nel medesimo tempo, 1863, espose al "Salon dei Rifiutati", a fianco di Monet, Degas, Pissarro. Influenzato dallo stile di Jean-Baptiste Camille Corot e di Johan Barthold Jongkind, Cals lavorò con tinte più neutre, appena velate di grigio, meno brillanti, avvicinandosi così ancor più agli impressionisti, ma senza tuttavia adottare la loro tecnica, come fece notare Victor Jannesson nel suo lavoro su Cals scritto nel 1913 (vedi Bibliografia).
Dal 1871 visse fra Parigi e Honfleur (famosa località sull'estuario della Senna meta di molti artisti), finché nel 1873 si decise a trasferirsi in quella cittadina normanna, affacciata sul mare, dove risiedevano molti altri pittori. Amico di Jongking e di Eugène Boudin, Cals frequentò spesso gli artisti in pensione della fattoria di Saint-Siméon e dipinse persino dal vero la stessa fattoria.
Stabilitosi dunque a Honfleur con sua figlia, durante gli ultimi dieci anni della sua vita Cals ritrasse allora il porto di Honfleur, il suo mare e i mestieri del mare: una pittura seria, forte e molto umana. Dai suoi ritratti, di una sensibilità estrema, l'anima del soggetto traspare in ogni sua sfumatura.
Dipinse molto anche a Montmartre dove ebbe un atelier dal 1845 al 1859. Quando espose al Salon del 1853 abitava al nº 6bis di rue Saint-Jean, e anche dopo il suo trasferimento a Honfleur mantenne il suo appartamento in boulevard de Rochechouart a Parigi.
Monet lo invitò a partecipare alla prima mostra degli impressionisti nel 1874, poi ancora nel 1876, fino al 1881. Cals era il più vecchio di quella nuova generazioni di artisti, alcuni dei quali lo consideravano da qualche decennio come uno dei precursori dell'impressionismo, anche per la sua tecnica di trattare la luce per mezzo di piccole pennellate.

Cals morì a settant'anni nella sua casa di Honfleur, nell'autunno del 1880.

## Opere
Elenco parziale delle opere presenti in collezioni pubbliche.
- Museo di belle arti di Caen : "Vue du Havre. Paysage normand"
- Museo di Évreux : "Vieille femme et enfant", 1845, olio su tela, firmato e datato in alto a sinistra.

## Galleria d'immagini

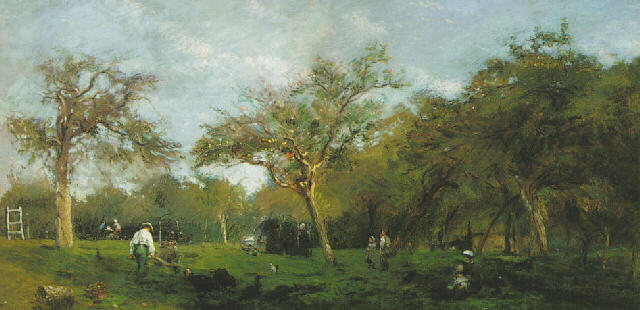
Una domenica a Saint Siméon
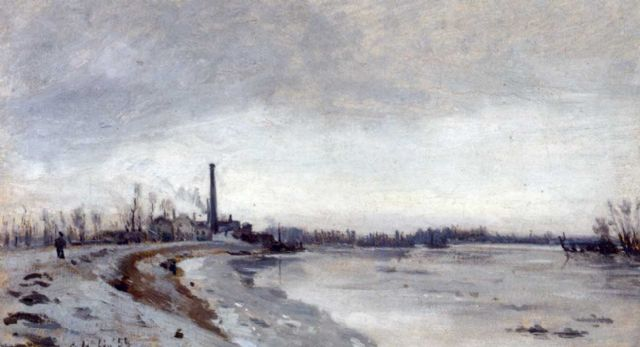
Riva di un fiume in inverno
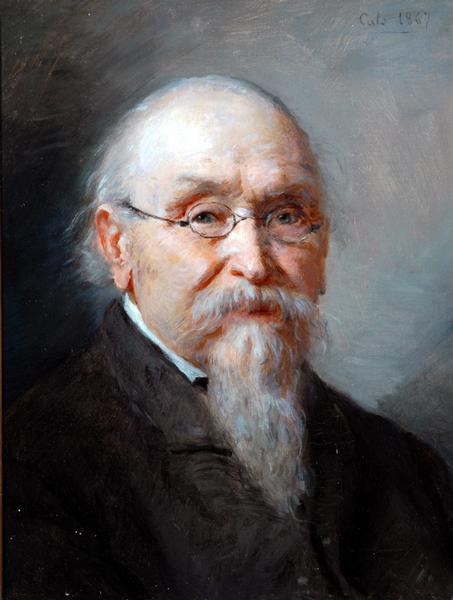
Mrs Bowers, maestro di disegno
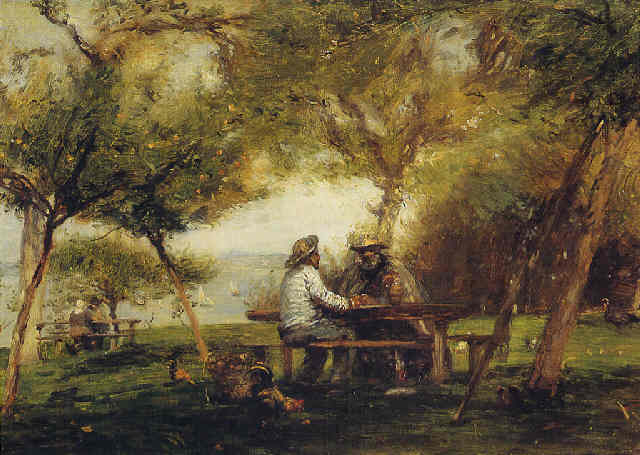
I marinai a Saint-Siméon